# Philosophie religieuse russe

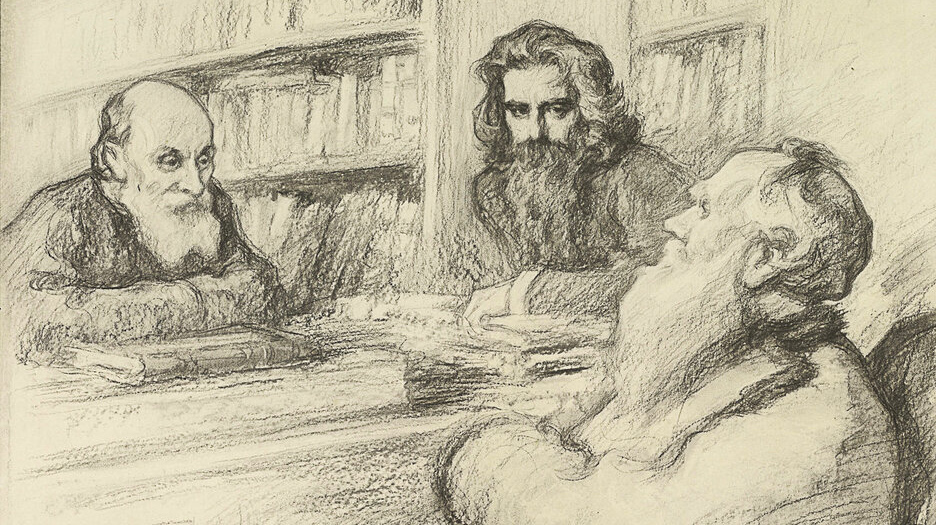
Les trois philosophes. Nikolaï Fiodorov, Vladimir Soloviov et Léon Tolstoï. 1903.
Dessin de Leonid Pasternak

La philosophie religieuse russe est une orientation de la philosophie russe au XIXe siècle et au XXe siècle, qui apparaît à la suite de la renaissance spirituelle orthodoxe durant la seconde partie du XVIIIe siècle et qui s'est répandue parmi les philosophes les plus réputés de l'Empire russe et de l'émigration russe. Ce courant de la philosophie religieuse s'est éteint, en tant que tradition, à la fin du XXe siècle avec le décès de ses plus grands représentants parmi les philosophes de la diaspora russe et de penseurs tels que Alexeï Lossev, Sergueï Averintsev, Alexandre Men, qui vivaient en URSS.
L'intérêt pour le renouveau de la tradition de la philosophie religieuse a émergé chez de nombreux philosophes russes après la disparition de l'URSS. Elle a par exemple été réinterprétée dans les recherches de Sergueï Khorouji.

## Histoire

### Contexte
La condition préalable essentielle à l'apparition de la philosophie religieuse est l'existence de la littérature polémiste des XVIe siècle et XVIIe siècle. Dans leur controverse avec les jésuites, les penseurs orthodoxes ont créé des fondements très riches nécessaires à la création d'une philosophie religieuse. On trouve à cette époque des centres d'études un peu partout en Russie : l'Académie d'Ostrog, l'Université nationale Académie Mohyla de Kiev, le grand séminaire de Smolensk, l'Académie slavo-gréco-latine à Moscou et dans d'autres villes encore, qui ont préparé le terrain à l'émergence d'une philosophie religieuse orthodoxe russe. Sa première expression se trouve au XVIIe siècle, chez des chercheurs en vue en particulier rattachés au cercle de Hryhori Skovoroda, mais aussi parmi les martinésistes et martinistes moscovites, et dans la littérature protestante qui s'est répandue en Europe de l'Ouest. Nikolaï Poltoratski (1921-1990) écrit sur les origines de la philosophie religieuse russe : « La pensée religieuse russe existait déjà dans la Russie d'avant Pierre Ier le Grand, elle considérait que sa principale signification était la justification de la royauté orthodoxe russe. Mais cela pourrait être une erreur car Nicolas Berdiaev en parle plus d'une fois comme d'un phénomène insignifiant. Sur ce point Anton Kartachev lui a donné raison. De toute manière, il est vrai que la pensée philosophique russe, n'est pas passée par une période correspondant a celle du Moyen Âge en Europe occidentale avec sa scolastique. Elle n'a pris forme que durant la période pétrovienne dans la Russie de Saint-Pétersbourg. C'est-à-dire au XVIIIe siècle avec les œuvres de son héraut Hryhori Skovoroda(1722-1794), et par la suite au XIXe siècle, quand est apparu le phénomène grandiose de la culture et de l'identité russe avec Alexandre Pouchkine(1799-1837)».
La noblesse russe était mécontente du conservatisme de l'église orthodoxe et avait rencontré les idées des piétistes. Cela suscitait un intérêt très important pour une synthèse entre la religion orthodoxe et les idées des mystiques occidentaux des XVIe siècle XVIIe siècle et en particulier pour les travaux des protestants tels que Johann Arndt,Sébastien Franck, Jakob Böhme, Johan Gikhtel, Friedrich Christoph Oetinger, Franz Xaver von Baader, Louis-Claude de Saint-Martin, Johann Heinrich Jung-Stilling et d'autres encore. La synthèse la plus intéressante à ce propos se trouve dans les travaux de Hryhori Skovoroda, Ivan Lophoukhine, Alexandre Radichtchev, Nikolaï Novikov, Semion Gamaleï, Alexandre Labsine. Leurs travaux sur la vie de l'église et sur la spiritualité chrétienne, de même que les traductions nombreuses des œuvres littéraires occidentales ont posé les bases de l'émergence de la Sobornost, la communauté humaine fraternelle des XIXe siècle et XXe siècle.

### La philosophie religieuse russe sous l'Empire russe
L'épanouissement de la philosophie religieuse russe est liée à la montée des sentiments slavophiles, après la victoire de la Russie sur Napoléon lors de la Campagne de Russie de 1812. Le succès de l'armée russe lors de la guerre contre la coalition française rassembla l'aristocratie autour des valeurs slaves, exprimées en particulier dans des idées favorables au Sobornost. Cette idée et celle du sacrifice du peuple russe ont été divulguées par exemple dans les écrits slavophiles d'Alexeï Khomiakov.
Ivan Kireïevski a vu dans la naissance de la religion philosophique russe l'expression de l'harmonie de la vie populaire et nationale en Russie. Il écrit :

Tout ce qui entrave le développement complet et justifié de l'Orthodoxie, tout ce qui entrave le développement et la prospérité du peuple russe, tout ce qui donne une orientation erronée
et non orthodoxe de l'esprit russe et de l'enseignement du peuple, tout ce qui défigure l'âme russe et tue sa santé morale, civique et politique doit être banni. Au contraire de tout cela, plus la Russie et son gouvernement seront pénétrés de l'esprit orthodoxe, plus on verra un peuple se développer, plus le gouvernement du peuple sera puissant, plus le peuple connaîtra la bien-être. Parce qu'un gouvernement bien structuré n'est possible qu'avec un peuple dont l'esprit est partisan convaincu.

Alexandre Herzen fait observer que le slavophilisme russe a représenté à l'origine une puissante opposition au pouvoir en place. Proposant la défense des valeurs traditionnelles les slavophiles critiquent Pierre Ier le Grand et la dynastie des Romanov comme porteurs de principes européens (allemands surtout), adversaires de la véritable culture russe (orthodoxe). Cela déclenche leur conflit avec le pouvoir, la crainte de la répression puis un repli vers une position patriotique. Alexeï Khomiakov, le théologien poète ne s'est plus rasé la barbe à titre symbolique contre la tradition pétrovienne qui interdisait le port de celle-ci.
Au début du XXe siècle, la philosophie religieuse russe connaît un nouvel essor et tente de synthétiser les orthodoxes et les philosophes allemands ou antiques, ce qui provoque une forte opposition de la part de l’Église orthodoxe. Léon Tolstoï est accusé d'anathème et le Synode interdit les ouvrages de Dimitri Merejkovski et de Zinaïda Hippius. La « philosophie de l'unité » a également exercé une grande influence sur la philosophie religieuse du XXe siècle avec Vladimir Soloviev, qui a tenté de promouvoir l'œcuménisme et s'est tourné vers de nombreux ouvrages de la littérature religieuse occidentale.
Les œuvres de Léon Tolstoï et Fiodor Dostoïevski, représentent l'apogée de la philosophie religieuse russe. Leurs ouvrages ont atteint une reconnaissance mondiale non seulement en littérature mais aussi en tant que patrimoine religieux et philosophique.

### La philosophie religieuse russe dans l'émigration
Parmi les principaux philosophes russes des milieux de l'émigration russe, il convient de citer des penseurs tels que Nikolaï Berdiaev, Sergueï Boulgakov, Lev Karsavine, Siméon Frank.

### La philosophie religieuse sous l'URSS
Quoique le développement de la philosophie religieuse russe ne soit pas approuvée par les autorités soviétiques, des activités informelles sont menées dans les cercles religieux de citoyens soviétiques. Il y eut ainsi de grands penseurs tels que Paul Florensky et Alexeï Lossev.

#### Philosophie russe
- Philosophie russe

#### Principaux représentants
- Grigori Skovoroda (1722-1794)
- Semyon Ivanovich Gamaleya (1743-1822)
- Nikolaï Novikov (1744-1818)
- Alexeï Khomiakov (1804-1860)
- Ivan Kireïevski (1806-1856)
- Fiodor Dostoïevski (1821-1881)
- Léon Tolstoï (1828-1910)
- Vladimir Soloviev (1853-1900)
- Evgueni Troubetskoï (1863-1920)
- Nicolas Lossky (1870-1965)
- Sergueï Boulgakov (1871-1944)
- Nicolas Berdiaev (1874-1948)
- Siméon Frank (1877-1950)
- Paul Florensky (1882-1937)
- Lev Platonovič Karsavin (1882-1952)[3]
- Fyodor Avgustovich Stepun (en) (1884-1965)
- Nikolai Sergeevich Arseniev (1888-1977)[4],[5]
- Georges Florovsky (1893-1979)
- Alexeï Lossev (1893-1988)
- Valentin Asmous (en) (1894-1975)[6]
- Daniel Andreiev (1906-1959)
- Vassili Rozanov (1956-1919)

#### Catégories
- Religieux orthodoxes
- Théologiens orthodoxes
- Théologiens orthodoxes par siècle (en)
- Théologiens russes, Théologiens russes (version longue) (en)

#### Quelques textes
- Les Voies de la théologie russe (1937)

### Quelques institutions
- Académie théologique de Moscou
- Théologie orthodoxe, Christianisme orthodoxe, Sophiologie russe

#### Autres
- Potchvennitchestvo
- Sobornost
- Troisième Rome (Moscou)

### Source
- (ru) Cet article est partiellement ou en totalité issu de l’article de Wikipédia en russe intitulé « Русская религиозная философия » (voir la liste des auteurs).